# Vinya d'en Maquino
La Vinya d'en Maquino és un jaciment en un camp de cereals en municipi de Mediona (Alt Penedès), inclòs a l'Inventari del Patrimoni Arqueològic i Paleontològic de Catalunya.
Consta de dos moments cronològics segons les troballes que s'han localitzat -33000 / -650 leptolític (indiferenciat) (33000 - 650 aC) i el ferro-ibèric (650 - 50 aC). Les troballes no han sigut localitzades com a conseqüència d'una excavació sinó que han sigut trobades durant prospeccions i com a causa de l'acció de llaurar les terres. El jaciment va ser localitzat per les prospeccions que va dur a terme Josep Gallart Romeu durant els anys 80.
Les troballes provinents d'època paleolítica són una ascla, un gratador i fragments de nucli entre d'altres. Quant a les d'època ibèrica les més ressenyables són fragments informes d'àmfora, ceràmica comuna, una vora decorada amb incisions i fragments de ceràmica a mà. Les troballes estan guardades al museu de Mediona.